# Enicospilus baduri
Enicospilus baduri là một loài tò vò trong họ Ichneumonidae.